# FC Frauenfeld
Der FC Frauenfeld ist ein Schweizer Fussballclub aus Frauenfeld im Kanton Thurgau. Der Verein spielt aktuell in der 2. Liga interregional, der fünfthöchsten Spielklasse des Schweizerischen Fussballverbandes.

## Geschichte
Es ist nur wenig über die Anfänge des Fussballsports in Frauenfeld bekannt.
Der Schweizer Fussball-Association (SFA, später SFV) war 1898 der F.C. der Kantonsschule Frauenfeld angeschlossen, dieser wurde 1896 gegründet und hatte zu jener Zeit 25 Aktive. Unter dem Namen FC Kurzdorf wurde 1906 ein weiterer Club gegründet.
Im Jahr 1910 entstand der FC Frauenfeld durch die Fusion des FC Kurzdorf mit dem F.C. der Kantonsschule. Der fusionierte Club beteiligte sich in den Folgejahren an der Ostschweizer Meisterschaft der Serie B (damals zweithöchste Spielklasse der Schweiz) und erkämpfte sich mehrmals Spitzenplätze.
Bei der ersten Austragung des Schweizer Cups konnte der FC Frauenfeld den zuvor in der ersten italienischen Liga spielenden FC Chiasso mit 3:2 besiegen. In der nächsten Runde waren die Frauenfelder dagegen chancenlos und kassierten gegen Nordstern Basel mit 17:1 eine der höchsten Niederlagen in der Vereinsgeschichte.
In der Saison 1965/1966 gelang dem FC Frauenfeld der Aufstieg in die 1. Liga, und in der Saison 1977/1978 wurden er Gruppenmeister. Bei den anschliessenden Relegationsspielen konnte er sich durchsetzen und den Aufstieg in die Nationalliga B feiern, der er vier Saisons lang angehörte, bevor 1981/1982 der Abstieg in die 1. Liga folgte.
In der Saison 1979/1980 erreichte der Verein das Viertelfinale im Schweizer Cup und verlor dieses Spiel gegen Servette FC Genève mit 0:2.
In der Saison 1985/1986 folgte der sich schon längere Zeit abzeichnende Abstieg in die 2. Liga, doch bereits ein Jahr später gelang unter dem neuen Trainer der Wiederaufstieg.

## Ehemalige Spieler
- Pascal Zuberbühler (1983–1992) Jugend
- Joachim Löw (1994–1995) Spielertrainer[3]
- Charles Amoah (1996–1998), Torschützenkönig in der NLA im Jahr 2000
- Fabian Frei (1998–2000) Jugend[4]